# Atlides polybe
Atlides polybe is een vlinder uit de familie van de Lycaenidae. De wetenschappelijke naam van de soort werd als Papilio polybe in 1763 gepubliceerd door Carl Linnaeus.